# Squalius pyrenaicus
Squalius pyrenaicus là một loài cá nước ngọt thuộc họ Cyprinidae. Loài này có ở Bồ Đào Nha và Tây Ban Nha.
Môi trường sống tự nhiên của chúng là sông ngòi, sông có nước theo mùa, và khu vực trữ nước. Nó ngày càng hiếm gặp do mất môi trường sống.

## Hình ảnh

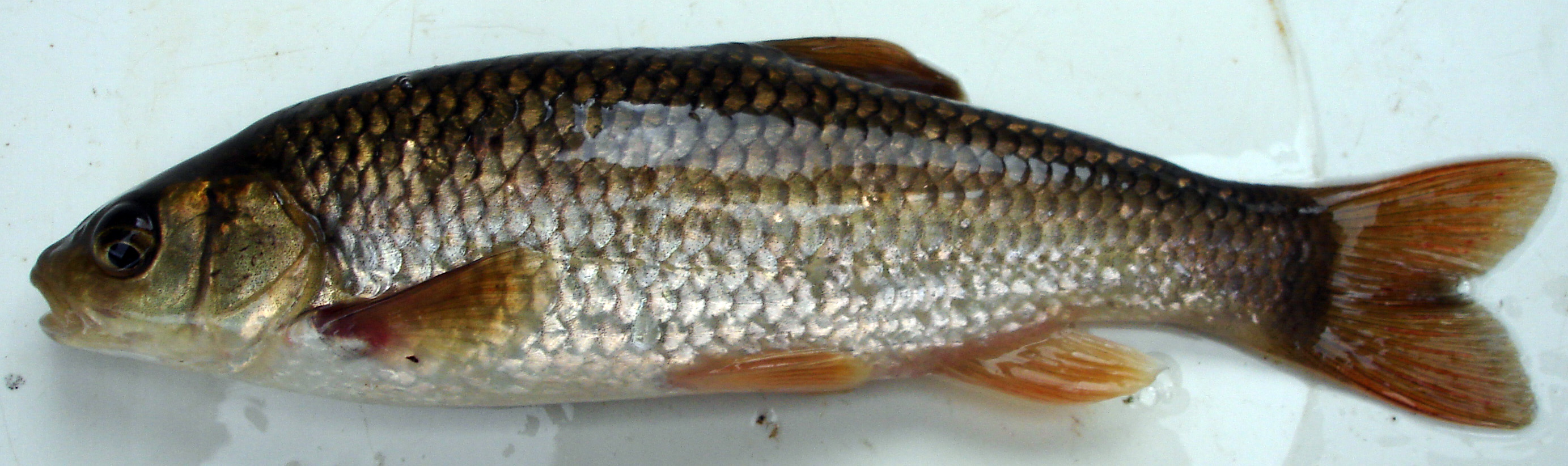
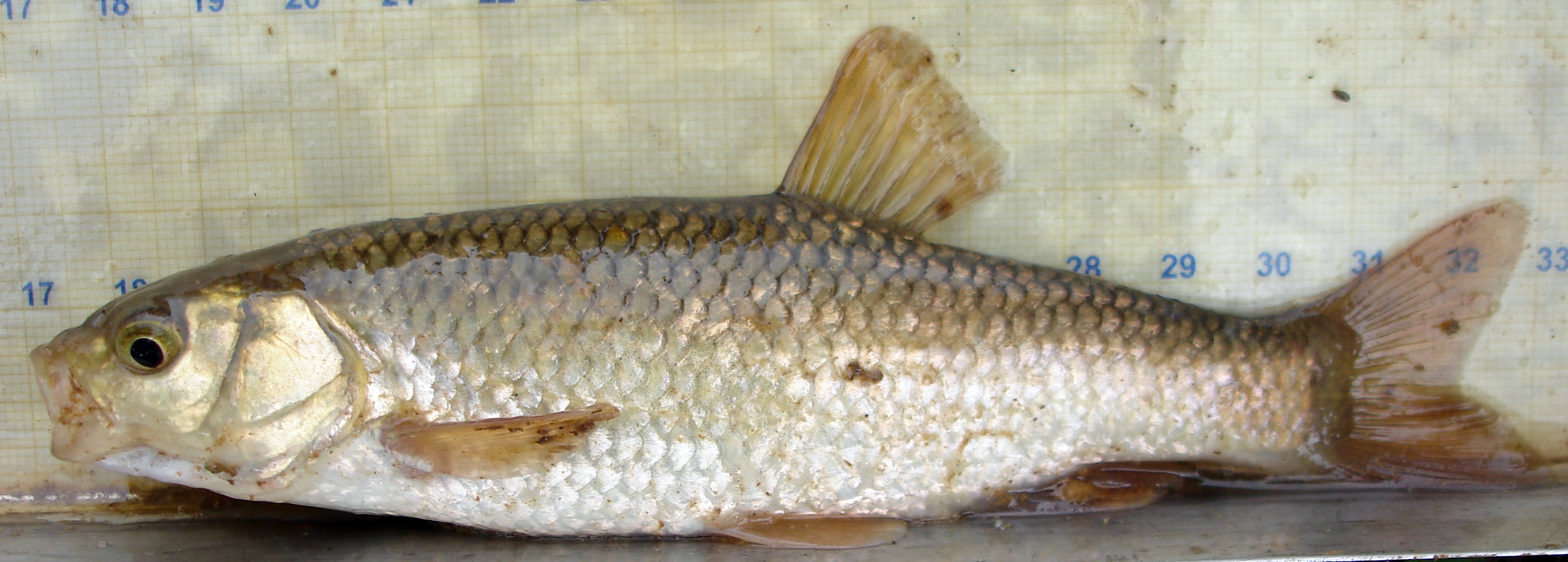